# Honesty (Billy Joel)
"Honesty" is een nummer van de Amerikaanse singer-songwriter Billy Joel. Het nummer verscheen op zijn album 52nd Street uit 1978. In mei 1979 werd het nummer uitgebracht als de vierde en laatste single van het album.

## Achtergrond
"Honesty" is geschreven door Joel zelf en is geproduceerd door Phil Ramone. Het is een pianoballad met synthesizerelementen. Joel zingt over het gebrek aan eerlijkheid in zelfs de beste relaties. Zo zingt hij in de eerste regel van het refrein "Honesty is such a lonely word" (eerlijkheid is zo'n eenzaam woord). De band van Joel bestaat uit akoestische gitarist David Spinozza, drummer Liberty DeVitto en Robert Freedman, die de hoorn en de strijkers bespeelt.
"Honesty" werd een wereldwijde hit voor Joel. In de Amerikaanse Billboard Hot 100 kwam het weliswaar niet verder dan plaats 24, maar in Canada piekte het op de zestiende plaats en in Frankrijk werd het zelfs een nummer 1-hit. Ook in Zuid-Afrika behaalde de single de top 10, met een achtste plaats als hoogste notering. In Australië en Nieuw-Zeeland bereikte het respectievelijk plaats 80 en plaats 38. In Nederland kwam het tot plaats 28 in de Top 40 en plaats 31 in de Nationale Hitparade. In 1980 werd Joel voor het nummer genomineerd voor een Grammy Award in de categorie Song of the Year, maar verloor hier van "What a Fool Believes" van The Doobie Brothers.
"Honesty" is gecoverd door diverse artiesten, waaronder Maggie Gyllenhaal (in de film Happy Endings), Kevin McHale (in de televisieserie Glee), Helen Sjöholm en Toots Thielemans. Beyoncé scoorde met haar versie een nummer 2-hit in de Zuid-Koreaanse hitlijsten. Haar cover verscheen op het Destiny's Child-compilatiealbum Mathew Knowles & Music World Present Vol.1: Love Destiny en de bonuseditie van haar eigen album I Am... Sasha Fierce. Daarnaast werd een sample uit het nummer gebruikt in "From Marcy to Hollywood"  van Jay-Z, Memphis Bleek en Sauce Money.

## Hitnoteringen

### Nederlandse Top 40
| Hitnotering: 14-07-1979 t/m 04-08-1979 | Hitnotering: 14-07-1979 t/m 04-08-1979 | Hitnotering: 14-07-1979 t/m 04-08-1979 | Hitnotering: 14-07-1979 t/m 04-08-1979 | Hitnotering: 14-07-1979 t/m 04-08-1979 | Hitnotering: 14-07-1979 t/m 04-08-1979 |
| Week                                   | 1                                      | 2                                      | 3                                      | 4                                      |                                        |
| -------------------------------------- | -------------------------------------- | -------------------------------------- | -------------------------------------- | -------------------------------------- | -------------------------------------- |
| Positie                                | 36                                     | 32                                     | 28                                     | 28                                     | uit                                    |

### Nationale Hitparade
| Hitnotering: 28-07-1979 t/m 11-08-1979 | Hitnotering: 28-07-1979 t/m 11-08-1979 | Hitnotering: 28-07-1979 t/m 11-08-1979 | Hitnotering: 28-07-1979 t/m 11-08-1979 | Hitnotering: 28-07-1979 t/m 11-08-1979 |
| Week                                   | 1                                      | 2                                      | 3                                      |                                        |
| -------------------------------------- | -------------------------------------- | -------------------------------------- | -------------------------------------- | -------------------------------------- |
| Positie                                | 31                                     | 38                                     | 35                                     | uit                                    |

### NPO Radio 2 Top 2000
| Nummer met noteringen in de NPO Radio 2 Top 2000 | '99 | '00 | '01 | '02 | '03 | '04 | '05 | '06 | '07 | '08 | '09  | '10  | '11  | '12  | '13  | '14  | '15  | '16  | '17  | '18  | '19  | '20  | '21  | '22  | '23 | '24  |
| ------------------------------------------------ | --- | --- | --- | --- | --- | --- | --- | --- | --- | --- | ---- | ---- | ---- | ---- | ---- | ---- | ---- | ---- | ---- | ---- | ---- | ---- | ---- | ---- | --- | ---- |
| Honesty                                          | 616 | 700 | 625 | 772 | 863 | 892 | 797 | 954 | 898 | 846 | 1247 | 1131 | 1345 | 1395 | 1501 | 1341 | 1484 | 1428 | 1637 | 1803 | 1729 | 1641 | 1912 | 1911 | -   | 1820 |

1. ↑  Een '-' betekent dat het nummer niet was genoteerd en een vetgedrukt getal geeft de hoogste notering aan.